# Augustus Hare

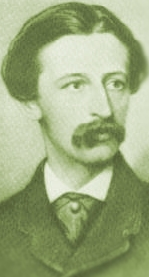
Augustus John Cuthbert Hare

Augustus John Cuthbert Hare (geb. 13. März 1834 in Rom; gest. 22. Januar 1903) war ein britischer Schriftsteller und Anekdotenerzähler.

## Leben
Hare war ein Neffe von Augustus William Hare. Er war ein Fellow des New College in Oxford. Seine Autobiographie The Story of My Life (Geschichte meines Lebens; 6 Bände, 1896–1900) beschreibt sowohl die Hingabe zu seiner Adoptivmutter Maria als auch die Unzufriedenheit mit seiner Erziehung in Buckwell Place. Sie enthält eine Anzahl von Berichten über Begegnungen mit Geistern, worüber es in einem Review in der New York Times hieß, „Mr Hare’s ghosts are rather more interesting than his lords or his middle-class people“.
Hare war der Autor einer großen Anzahl von Büchern, die in zwei Klassen fallen: Biographien von Mitgliedern und Verbindungen seiner Familie und beschreibende und historische Berichte über verschiedene Länder und Städte. Er verfasste auch zahlreiche Reisebücher. Hare studierte mit großem Interesse die Kunst und Altertümer italienischer Städte, die er in einer Vielzahl seiner eigenen illustrierten Werke wie Walks in Rome (Spaziergänge in Rom) porträtierte. Er besuchte und porträtierte aber auch andere Länder. In den Jahren 1878–1879 begleitete er Kronprinz Gustaf auf seiner langen Auslandsreise.
Seine Reisewerke schrieb er meist für John Murray.

## Werke
- The Story of My Life (Autobiographie in sechs Bänden)
- Memorials of a Quiet Life (über seine Adoptivmutter)
- Biographical Sketches. George Allen 1895,
- Story of Two Noble Lives (über Charlotte Canning, Countess Canning und Louisa Beresford, Marchioness of Waterford, Schwestern und Künstlerinnen)
- The Gurneys of Earlham (über die Bankiers und Sozialreformer von Earlham Hall bei Norwich)

Reisewerke, historische Werke u. a. 
- Walks in Rome
- Walks in London
- Wanderings in Spain
- Cities of Northern Italy
- Cities of Southern Italy
- Cities of Central Italy
- Days near Rome
- Florence
- Venice
- Sussex
- France. 4 Bände: North-Western France / North-Eastern France / South-Western France / South-Eastern France. London, George Allen, n. d. ca. 1890–1900
- Studies in Russia. Smith Elder, London 1885 – Digitalisat (Guide from St. Petersburg to Kiev in 1884, with emphasis on religious sites.)
- A Handbook for Travellers in Berks, Bucks, and Oxfordshire, Including a Particular Description of the University and City of Oxford, and the Descent of the Thames to Maidenhead and Windsor. With a travelling map and plans. John Murray, London, first edition, 1860

deutsche Übersetzungen
- Tanten, Tunten, schräge Vögel. Die liebe Verwandtschaft und andere Exzentriker. Aus dem Englischen von Lis Künzli. Hrsg. von Thomas Hack. Eichborn, Frankfurt am Main 1996.
- Freifrau von Bunsen. Perthes. Gotha 1881.